# Schnelle Colts für Jeannie Lee
Schnelle Colts für Jeannie Lee (Originaltitel: Sfida a Rio Bravo) ist ein Italowestern von Tulio Demicheli aus dem Jahr 1964. Deutschsprachige Erstaufführung war am 6. April 1966.

## Handlung
Rio Bravo wird vom skrupellosen Geschäftsmann Zack Williams und dessen Handlangern tyrannisiert. Ihm würden alle Minen der Gegend gehören, wenn auch die junge Clementine Hewitt die von ihrem Vater geerbte ihm überschriebe. Ihre lange Weigerung, das zu tun, beantwortet er mit Einschüchterungen und Gewalt; auch benutzt er die Bande des Mexikaners Pancho Bogan dazu, die Silber-Transporte jener Mine zu überfallen. Clementine gelangt daher an einen Punkt, an dem sie dann doch aufgeben und weggehen möchte, aber ihre beste Freundin Jeannie Lee, die Besitzerin des Saloons in Rio Bravo, hat sich ohne ihr Wissen an einen alten Freund um Hilfe gewandt: den durch eine vier Jahre zurückliegende Schießerei in Tombstone berühmt gewordenen Gesetzeshüter Wyatt Earp.
Um nicht gleich erkannt zu werden, legt sich der Revolvermann das Pseudonym „Laramie“ zu. Einer erkennt ihn trotzdem: der sich mit den Machenschaften von Williams abgefunden habende und deshalb vermehrt dem Alkohol zusprechende Sheriff Leo. Als aber seinem Ex-Freund von Schurkenseite ein Mord angehängt wird und der Galgen droht, berappelt sich der Gesetzeshüter und kämpft fortan gemeinsam mit Laramie, wobei beiden entgegenkommt, dass Bogan beim jüngsten Silber-Raub von Williams übers Ohr gehauen wurde. Laramie rät dem Mexikaner, in seine Heimat zu verschwinden, doch dieser will noch einen letzten Coup durchziehen. Das wird ihm zum Verhängnis – ein Gefolgsmann von Williams erschießt ihn aus einem Hinterhalt heraus. Dann rechnet Laramie auf der Hauptstraße von Rio Bravo mit dem Oberschurken gnadenlos ab.

## Kritiken
„Unterhaltsamer Western… aus der Anfangszeit des Italo-Western.“

„Demicheli fühlt sich offenbar am wohlsten, wenn er Reiter in weiter Landschaft zeigen kann. Die Einblicke in das Geschäftsleben von Rio Bravo kann er nicht so überzeugend vermitteln.“

„Nicht eben origineller, aber hinreichend unterhaltsamer Eurowestern.“

„Die Arbeit ist trotz einer ganzen Musterkollektion von Klischees in Form und Inhalt durchaus sympathisch und kann Freunden der Gattung […] empfohlen werden.“

## Hintergrund
Für Hauptdarsteller Guy Madison, der nach dem Verpassen einer vielversprechenderen Karriere in einigen unbedeutenden US-Western der Fünfziger reüssierte und auch als Protagonist der von CBS ausgestrahlten TV-Serie The Adventures of Wild Bill Hickok bekannt wurde, war es nach Old Shatterhand der zweite Wild-West-Streifen in Europa; es folgten eine ganze Reihe weiterer Engagements im Italowestern. Erwähnenswert ist auch die Mitwirkung von Madeleine Lebeau, die im Klassiker Casablanca (1942) eine kleine Rolle als Freundin von Humphrey Bogart interpretiert hatte.